# Жаров, Владимир Иванович
Владимир Иванович Жаров (14 июля 1949, Коломна, Московская область — 2002) — советский гребец. Мастер спорта СССР международного класса.
Представлял спортивное общество «Труд» (Коломна). Пятикратный чемпион СССР по академической гребле: 1976, 1977 — в четвёрке с рулевым, 1972, 1973, 1974 — в восьмёрке.
Член сборной СССР с 1971 года. Участник Олимпийских игр 1976 года в Монреале (седьмое место).